# ミゲル・バエザ
ミゲル・バエザ（Miguel Baeza、1992年8月23日 - ）は、アメリカ合衆国の男性総合格闘家。フロリダ州デイビー出身。MMAマスターズ所属。

## 来歴
フロリダ州デイビーでプエルトリコ系の家系に生まれ、ボクサーのフェリックス・トリニダードのファンであったことから格闘技に興味を持つ。

### 総合格闘技
2015年、プロ総合格闘技デビュー。ローカル団体で6戦6勝5KOの戦績を収める。
2019年6月25日、Dana White's Contender Series 18でビクター・レイナと対戦し、3-0の判定勝ち。この勝利により、UFCとの契約を勝ち取る。

### UFC
2019年10月12日、UFC初参戦となったUFC Fight Night: Joanna vs. Watersonでヘクター・アルダナと対戦し、右ローキックでダウンを奪いグラウンドの肘打ち連打で2RTKO勝ち。
2020年5月16日、UFC on ESPN: Overeem vs. Harrisでマット・ブラウンと対戦し、左フックで2RTKO勝ち。パフォーマンス・オブ・ザ・ナイトを受賞した。
2020年11月28日、UFC on ESPN: Smith vs. Clarkで佐藤天と対戦し、肩固めで2R一本勝ち。2試合連続のパフォーマンス・オブ・ザ・ナイトを受賞した。
2021年6月5日、UFC Fight Night: Rozenstruik vs. Sakaiでサンチアゴ・ポンジニッビオと対戦し、0-3の判定負け。敗れはしたものの、ファイト・オブ・ザ・ナイトを受賞した。

## 戦績
| 総合格闘技 戦績 | 総合格闘技 戦績 | 総合格闘技 戦績 | 総合格闘技 戦績 | 総合格闘技 戦績 | 総合格闘技 戦績 | 総合格闘技 戦績 |
| --------------- | --------------- | --------------- | --------------- | --------------- | --------------- | --------------- |
| 14 試合         | (T)KO           | 一本            | 判定            | その他          | 引き分け        | 無効試合        |
| 10 勝           | 7               | 1               | 2               | 0               | 0               | 0               |
| 4 敗            | 2               | 0               | 2               | 0               | 0               | 0               |

| 勝敗 | 対戦相手                       | 試合結果                                       | 大会名                                  | 開催年月日     |
| ×    | プナヘレ・ソリアーノ           | 5分3R終了 判定0-3                              | UFC on ESPN 57: Cannonier vs. Imavov    | 2024年6月8日   |
| ×    | アンドレ・フィアリョ           | 1R 4:39 TKO（左フック）                        | UFC on ESPN 34: Luque vs. Muhammad 2    | 2022年4月16日  |
| ×    | ケイオス・ウィリアムズ         | 3R 1:02 TKO（右フック→パウンド）               | UFC Fight Night: Holloway vs. Rodríguez | 2021年11月13日 |
| ×    | サンチアゴ・ポンジニッビオ     | 5分3R終了 判定0-3                              | UFC Fight Night: Rozenstruik vs. Sakai  | 2021年6月5日   |
| ○    | 佐藤天                         | 2R 4:28 肩固め                                 | UFC on ESPN 18: Smith vs. Clark         | 2020年11月28日 |
| ○    | マット・ブラウン               | 2R 0:18 TKO（左フック）                        | UFC on ESPN 8: Overeem vs. Harris       | 2020年5月16日  |
| ○    | ヘクター・アルダナ             | 2R 2:32 TKO（右ローキック→グラウンドの肘打ち） | UFC Fight Night: Joanna vs. Waterson    | 2019年10月12日 |
| ○    | ビクター・レイナ               | 5分3R終了 判定3-0                              | Dana White's Contender Series 18        | 2019年6月25日  |
| ○    | マシュー・コルクホーン         | 1R 3:31 KO（右フック→パウンド）                | XFN 22                                  | 2018年12月15日 |
| ○    | レオ・ヴァルディビア           | 5分5R終了 判定2-1                              | Fight Time 37                           | 2017年9月1日   |
| ○    | アウグストゥス・ディアンジェロ | 2R 1:14 TKO                                    | Fight Time 36                           | 2017年4月7日   |
| ○    | マイク・ディアンジェロ         | 1R 3:48 KO（パンチ）                           | Fight Time 33                           | 2016年10月21日 |
| ○    | エムレ・オルン                 | 1R 1:45 KO（右フック→パウンド）                | Titan FC 40: Cavalcante vs. Assuncao    | 2016年8月5日   |
| ○    | ジョン・マクドナルド           | 1R 1:21 TKO（パンチ）                          | Rings of Dreams Fight Night 117         | 2015年8月22日  |

## 表彰
- UFCパフォーマンス・オブ・ザ・ナイト（2回）
- UFCファイト・オブ・ザ・ナイト（1回）